# Изложба „Нови чланови” (2003)
Изложба „Нови чланови” се одржала у периоду од 30. јануара до 23. фебруара 2003. године у Уметничком павиљону „Цвијета Зузорић”.

## Излагачи

### Сликари
1. Снежана Арнаутовић
2. Срђан Арсић
3. Маја Бекан
4. Ивана Пашић Димитрић
5. Симонида Ђорђевић
6. Коста Ђурашинов
7. Милена Ђурић
8. Марија Зарић
9. Катарина Јаковљевић
10. Владан Јеремић
11. Дејан Калуђеровић
12. Ана Кнежевић
13. Предраг Миладиновић
14. Ана Пиљић
15. Хана Рајковић
16. Драгана Стевановић
17. Слађана Стојановић
18. Иван Стојиловић
19. Мелинда Торок

### Вајари
1. Иван Бон
2. Андрија Вучковић

### Графичари
1. Бојан Бикић
2. Биљана Јовановић
3. Виктор Мијатовић
4. Наташа Надаждин
5. Татјана Радоњић
6. Маја Симић
7. Предраг Тешић

### Проширени медији
1. Паула Миклошевић
2. Елизабета Новак
3. Катарина Поповић
4. Мирјана Стојадиновић
5. Биљана Цветковић